# Sheila Kelley
Sheila Kelley (Greensburg (Pennsylvania), 9 oktober 1961) is een Amerikaanse actrice.

## Biografie
Kelley begon op jonge leeftijd met het nemen van balletlessen om later af te studeren aan de New York-universiteit in Greenwich Village. Op aanraden van de schoolhoofd werd zij actrice en verhuisde naar Californië voor haar acteercarrière. 
Kelley is in 1996 getrouwd met Richard Schiff met wie zij een zoon en dochter heeft.

## Filmografie

### Films
- 2014 The Guest – als Laura Peterson
- 2014 Last Weekend – als Vivian
- 2010 Provinces of Night – als Louise Halfacre
- 2005 Mozart and the Whale – als Janice
- 2003 Matchstick Men – als Kathy
- 2001 The Jennie Project – als Leah Archibald
- 2000 Dancing at the Blue Iguana – als Stormy
- 2000 Nurse Betty – als Joyce
- 1999 Mind Prey – als Andi Manette
- 1997 Santa Fe – als Leah Thomas
- 1996 One Fine Day – als Kristen
- 1995 The Secretary – als Deidre Bosnell
- 1994 A Passion to Kill – als Beth
- 1994 Deconstructing Sarah – als Sarah Vincent / Ruth
- 1994 Mona Must Die – als Rachel McSternberg
- 1993 So I Married an Axe Murderer – als Sherry
- 1992 Singles – als Debbie Hunt
- 1992 Passion Fish – als Kim
- 1991 Wild Blade – als Ginger
- 1991 Pure Luck – als Valerie Highsmith
- 1991 Soapdish – als Fran
- 1991 The Chase – als Roxanne
- 1990 Where the Heart Is – als Sheryl
- 1989 Mortal Passions – als Adele
- 1989 Staying Together – als Beth Harper
- 1989 Breaking In – als Carrie aka Fontaine
- 1989 The Fulfillment of Mary Gray – als Kate
- 1988 Some Girls – als Irenka
- 1988 Terrorist on Trial: The United States vs. Salim Ajami – als Trish
- 1987 The Betty Ford Story – als Charlotte
- 1987 Tonight's the Night – als Tanya

### Televisieseries
Uitgezonderd eenmalige gastrollen.
- 2021 Turner & Hooch - als dr. Emily Turner - 4 afl.
- 2018-2021 The Good Doctor - als Debbie Wexler - 14 afl.
- 2011-2012 Gossip Girl – als Carol Rhodes – 9 afl.
- 2010 Lost – als Zoe – 5 afl.
- 2002 MDs – als Pam Kellerman – 4 afl.
- 1998-1999 ER – als Coco Robbins – 3 afl.
- 1995-1996 Sisters – als dr. Charlotte Bennett – 28 afl.
- 1995 Wings – als Sarah – 2 afl.
- 1990-1993 L.A. Law – als Gwen Taylor – 50 afl.

- Biblioteca Nacional de España: XX1168496
- Bibliothèque nationale de France: cb141928682 (data)
- Gemeinsame Normdatei: 13613131X
- International Standard Name Identifier: 0000 0000 7823 5070
- Library of Congress Control Number: n2003107627
- Nationale Bibliotheek van Tsjechië: xx0028170
- Nationale Bibliotheek van Israël: 987007374321405171
- Nationale en Universitaire bibliotheek Zagreb: 000350715
- SNAC: w6s78kf8
- Virtual International Authority File: 27277208